# Tantrix
Tantrix je společenská hra a sada hlavolamů. Jejím autorem je Mike McManaway z Nového Zélandu.
Jedna herní sada plné verze Tantrixu tzv. TANTRIX GAME PACK obsahuje 56 šestihraných žetonů z umělé pryskyřice. Na žetonech jsou charakteristické linie v různých barevných kombinacích. Každá linie spojuje vždy dvě strany šestiúhelníka. Linie mohou být červené, žluté, zelené nebo modré barvy. Na jednom žetonu nejsou nikdy dvě linie stejné barvy. Každý žeton je jedinečný a na rubu je označen číslem od 1 do 56.

## Hlavolamy

### Discovery hlavolamy
Cílem je sestavování smyček různých forem a velikostí. Začíná se pouze se třemi žetony. Každý další přidaný žeton zvyšuje obtížnost hlavolamu.

### Duhové hlavolamy
Kompletní hrací sadu Tantrixu lze pomocí barev na rubu žetonů rozdělit do pěti hlavolamů.
Zelený, žlutý, bílý, modrý a červený hlavolam.

### Tantrix - Solitér
Ke hře Tantrix-Solitér budete potřebovat čtrnáct žetonů, štěstí a šikovnost. Solitér je vynikající příprava na strategickou hru pro více hráčů.

## Strategická hra
Ke hře potřebujete všech 56 žetonů. Cílem je získat větší počet bodů než soupeř. Jedna partie trvá průměrně půl hodiny.
Zatímco u hry ve třech nebo čtyřech je v popředí zábava a náhoda hraje větší roli, hra ve dvou umožňuje velmi vysokou dávku taktického plánování a důležitější roli hraje dovednost hráčů. Proto je také hra ve dvou upřednostňována při turnajích.
V klasických strategických hrách, jako jsou např. šachy, rozhoduje o výhře pouze dovednost hráčů a chybí jakýkoli vliv náhody. Naproti tomu je u hry Tantrix potřebné spojení chytré taktiky s trochou štěstí! Proto si žádný hráč nemůže být svým vítězstvím jistý...

### Pravidla
Vaším cílem je získat více bodů než soupeři. Přitom se každý žeton v nejdelší linii vaší barvy počítá za jeden bod a ve smyčce za dva body. Body jednoho hráče za nejdelší linii a nejdelší smyčku se nesčítají, ale bere se pouze vyšší z obou ohodnocení.
Na začátku hry si každý hráč zvolí jednu ze čtyř barev: červenou, žlutou, zelenou nebo modrou. Všech 56 žetonů musí být v sáčku.
Každý hráč si vytáhne po jednom žetonu. Hráč s nejvyšším číslem na rubu žetonu začíná. Všichni hráči si vytáhnou ještě dalších pět žetonů, aniž by se přitom dívali do sáčku. Hráči mají tedy před sebou šest hracích žetonů. Žetony jsou otočeny barevnými liniemi vzhůru, aby je i ostatní hráči viděli.
Začínající hráč umístí jeden ze svých žetonů do středu hrací plochy a vytáhne si jako náhradu jeden žeton ze sáčku. Hra pokračuje dále ve směru hodinových ručiček. Další hráč v pořadí přiloží svůj žeton k prvnímu atd.
Zlaté pravidlo: Barvy všech dotýkajících se linií sousedících žetonů musí vždy souhlasit. Například: červená linie smí navazovat pouze na červenou linii sousedního žetonu, modrá na modrou, atd.
Smyčka je uzavřená linie. Žetony tvořící smyčku se počítají za dva body. Mají tedy dvakrát takovou hodnotu jako v neuzavřené linii!
Povinné místo je prázdné místo obklopené nejméně ze tří stran žetony.

### Tahy
Jste li na tahu, musíte učinit následující kroky:
- Zaplňte všechna možná povinná místa.
Začněte vypátráním všech povinných míst. Zaplňte všechna, pro něž máte vhodné žetony. Nezapomeňte si po každém odehraném žetonu vytáhnout vždy ze sáčku jeden náhradní. Zaplněním povinného místa vznikají často další, která je nutno také zaplnit, jakmile je to jen možné.
- Udělejte svůj volný tah.
Tzn. položte jeden žeton dle vlastní volby.
- Zaplňte opět všechna povinná místa, pro která máte vhodné žetony.
Za každý odehraný žeton si vždycky vytáhněte jeden jako náhradu, abyste jich měli před sebou stále šest!

### Zákazy
Tyto tři následující zákazy platí, dokud nejsou ze sáčku vytaženy všechny žetony. S vytažením posledního žetonu se tyto 3 zákazy ruší.
- Nevytvářejte povinná místa, do nichž směřují tři linie stejné barvy.
Není dovoleno vytvářet povinná místa, do nichž vedou tři linie stejné barvy (např. žlutá-žlutá-žlutá), protože neexistují žetony, které by je mohly zaplnit.

- Nepřikládejte žeton do bezprostřední blízkosti povinného místa.
Přiložením žetonu na jednu z pozic "2" by vzniklo povinné místo ohraničené ze čtyř stran. To není dovoleno. Nejprve musí být zaplněno povinné místo "1" a teprve potom je možno přiložit žetony na pozice "2".

- Nepřikládejte žeton podél kontrolované strany.
Pokládat žetony podél kontrolované strany není dovoleno, protože by to v konečném důsledku vedlo k vytvoření místa obklopeného ze čtyř stran. Na obrázku je zobrazeno povinné místo "1", které má za následek, že na pozice "2", "3" a "4" nesmí být položen žeton. Povinné místo "1" kontroluje celý zbytek strany, dokud nebude zaplněno.

### Koncovka
Jakmile je ze sáčku vytažen poslední žeton, jsou všechny tři zákazy zrušeny. Tím začala koncovka hry. Povinná místa musí být nadále zaplňována a barvy všech navazujících linií musí souhlasit. Je však dovoleno vytvářet povinná místa, do nichž směřují tři linie stejné barvy, a dovoleno je také pokládání žetonů podél kontrolované strany.

### Bodování
Hra končí položením posledního žetonu. Bodování: Hráči dostávají vždy jeden bod za každý žeton v nejdelší linii nebo dva body za žeton v největší smyčce své zvolené barvy.
!!! POZOR !!! Body jednoho hráče za nejdelší linii a nejdelší smyčku se nesčítají, ale bere se pouze vyšší z obou ohodnocení.
Vyhrává hráč s největším počtem bodů. Příklad: Smyčka složená z 12 žetonů znamená 24 bodů a vyhrála by nad linií složenou z 23 žetonů.

## Tantrix online
Tantrix byl umístěn také na internet, aby zde sloužil jako virtuální místo srazu pro fanoušky z celého světa.
Noví hráči se zde mohou v diskuzních fórech nebo pomocí "chatu" informovat o všech možných tématech okolo Tantrixu nebo si zahrát proti hráčům zkušenějším. Navíc je všem stále k dispozici také řada rozdílně silných hracích robotů, v nichž naleznou seriózní protivníky i zkušení hráči.
Za účasti hráčů z více než padesáti zemí světa se odehraje ročně přes internet přibližně půl miliónu partií Tantrixu. V mnoha zemích se stal Tantrix populární díky internetu ještě daleko dříve, než se na tamních trzích objevila jeho stolní verze.